# Whitney (City Road, Londres)
Whitney fue una tienda establecida en 1875 en City Road, Londres, inicialmente dedicada a la compra y venta de aparatos científicos. Era también conocida con el nombre de The Scientific Exchange. 
Posteriormente se amplió el negocio añadiéndose la venta de pequeños artículos de ingeniería, incluidos modelos de máquinas de vapor, calderas, motores de gas, bombas de vapor, bombas para fuentes de agua impulsadas eléctricamente y turbinas accionadas por agua (el motor de agua de Whitney), comercializados bajo la marca "Whitney. City Road, Londres".
El catálogo de aparatos eléctricos del negocio era considerable, e incluía la instalación de sistemas telefónicos e iluminación eléctrica, así como la venta de generadores y baterías.

## Primeros años
La historia temprana del negocio fue reseñada en la revista Model Engineer en 1919. Edward Whitney creó un comercio de equipos científicos como una actividad adicional a su anterior negocio, traspasándolo a su hijo Edward Elgar Whitney en 1875. Cuando Edward Whitney sénior murió en 1888, el negocio se consolidó bajo el control de sus hijos Edward Elgar Whitney y Charles Crapnell Whitney en el número 129 de City Road. Más adelante, la tienda ocupó el número 131 de la misma calle (y desde 1905 a 1911 también el 117). Una parte sustancial del negocio se convirtió en la producción de modelos e ingeniería a pequeña escala, particularmente relacionada con la generación doméstica de electricidad para cargar baterías e iluminación, así como motores ligeros, de gas, petróleo y vapor.
Un producto que iba a tener un recorrido particularmente largo fue el motor de agua Whitney, una pequeña turbina Pelton de 22 cm de diámetro. Conectada a un suministro de agua a presión, podía usarse para impulsar cargas mecánicas ligeras mediante una polea y una correa. Los motores de agua tenían usos como agitadores de laboratorio, carga de baterías y accionamiento de máquinas de coser. En 1905 se anunciaba que el motor de agua de Whitney tenía una potencia nominal de 1/4 CV para una presión de agua de unos 40 mca, que consideraban conservadora. Todavía se anunciaba en 1931, disponible como una unidad completa o como un conjunto de piezas de fundición.
El negocio eléctrico llegó a ser muy importante para la compañía, incluyendo generadores y baterías, pero también se extendió a la instalación de sistemas telefónicos e iluminación para empresas. En la década de 1890, tenían un anuncio muy visible en City Road, que consistía en una lámpara de arco dentro de una bola del mundo grande y muy elaborada. La corriente necesaria para encenderlo era producida por su propio generador eléctrico movido por un motor de gasolina de dos cilindros Atkinson, y en aquella época era la única luz eléctrica en el barrio.

## Primera Guerra Mundial
Durante la guerra, la parte de ingeniería de Whitney se dedicó a la producción de ruedas cónicas de bronce y de válvulas de seguridad de presión, modificadas para usarse en los tanques de combustible de los aviones. La sección eléctrica del negocio estuvo involucrada en la producción de equipos de teléfonos de campaña y acumuladores (baterías de celdas electroquímicas) con fines bélicos.
En algún momento durante o inmediatamente después de la guerra, Whitney adquirió las existencias de los patrones de fundición de varias compañías, incluidos los accesorios de vapor de los modelos de Betrand Garside, los complementos de los modelos de las locomotoras de la Southwark Engineering Co, y los productos de la Gas Engine Repair Co.

## Años de entreguerras
Mientras Whitney compraba y vendía una amplia gama de motores de diferentes modelos, desarrollaron cada vez más su propia línea de modelos de motores de vapor, especialmente para su uso en modelos marinos, y también pequeñas bombas de agua a vapor y calderas de vapor. Estos modelos bastante distintivos eran invariablemente de color marrón y comprendían una gran cantidad de piezas de fundición de latón o bronce con preferencia al hierro fundido. Todos llevaban una pequeña placa ovalada que indicaba "Whitney City Road London", y parece probable que se vendieran como artículos completos en lugar de conjuntos de piezas fundidas. Había al menos dos motores de vapor diseñados para impulsar dos ejes de hélice contrarrotantes, utilizando dos cigüeñales engranados juntos. Uno usaba dos cilindros de válvula deslizante vertical dispuestos como un motor compuesto de dos cilindros, y otro era una unidad de simple efecto de dos cilindros, con un diseño similar al motor de Stuart Turner No.2 MTB, aunque todos en latón/bronce.
La empresa continuó comprando y vendiendo equipos científicos hasta la década de 1920, especialmente aparatos eléctricos como la Máquina de Wimshurst (un dispositivo para crear un alto voltaje). Parece que los modelos de máquinas de vapor se dejaron de comercializar a principios de la década de 1930, ya que a partir de 1933 solamente aparece su bomba de agua eléctrica para fuentes de jardín en los anuncios publicitarios de la revista Model Engineer.
El negocio duró hasta el inicio de la Segunda Guerra Mundial, hecho corroborado por las referencias existentes a "bombas de agua centrífugas para refugios antiaéreos de la marca C.C.Whitney & Co Ltd de Londres" durante los años del conflicto. El negocio sufrió las consecuencias de un bombardeo durante la guerra.